# دختر گیدئون
دختر گیدئون (انگلیسی: Gideon's Daughter) یک مجموعه تلویزیونی بریتانیایی به نویسندگی و کارگردانی استیون پولیاکوف است. این مجموعه به‌طور مستقل توسط تاک‌بک تیمز برای بی‌بی‌سی تولید شده‌است و در آن بیل نای، میراندا ریچاردسون، امیلی بلانت و تام هاردی ایفای نقش کردند. در ۲۶ فوریه ۲۰۰۶ در بریتانیا از بی‌بی‌سی وان و یکماه بعد در آمریکا از بی‌بی‌سی آمریکا پخش شد. در ۲ نوامبر ۲۰۰۸ در استرالیا از ای‌بی‌سی وان پخش شد. این مینی‌سریال توسط ۱۰٫۲ بیننده دیده شد. نای و بلانت به خاطر عملکردشان جایزه گلدن گلوب را دریافت کردند. تیم تولید در آوریل ۲۰۰۷ برنده جایزه پیبادی شد.